# 林依依
林依依(I-I Lin)，台灣女科學家，專長以研究微星遙測、大氣科學以及海洋科學為主，其他研究領域有微波遙測、水色遙測、極地遙測。目前擔任台灣大學大氣科學系的特聘教授，在2021年榮獲第14屆台灣傑出女科學家的傑出獎，於隔年2022年獲選第25屆國家主持人獎。

## 生平
林依依出生於臺灣臺北，高中就讀北一女中，大學就讀臺大大氣系，1989年大學畢業後申請至英國劍橋的極地研究所，開始進行微星遙測的研究。而後受聘為新加坡大學遙測中心的科學家，進行衛星與海洋的研究，也從原本以極地冰原為主要研究目標，轉而研究熱帶海洋，也是從那之後開始跨領域的研究。
林依依於2000年回臺後，先是在國家海洋科學研究中心擔任助理研究員，而後於2004年回母校臺大擔任大氣科學助教，2013年起開始擔任臺大大氣系特聘教授，2014年至2017年間擔任國立臺灣大學大氣科學系系主任，2017年更獲聘為終身特聘教授，直至今日。

## 學術成就
2013年11月的超級強颱「海燕」重創菲律賓，而林依依與研究團隊透過長期衛星資料探討菲律賓外圍海洋的變化，早在同年8月發布的論文中就提及了菲律賓附近暖水層的堆積變厚，而海洋能為颱風帶來強大的能源，並預測若有颱風經過，恐會造成極為強大的熱帶氣旋。在此論文中發現自1998年以來在太平洋所發展的類反聖嬰現象，此研究成果為其他科學家們提供了兩項可能因子，讓其能推論導致海燕颱風不尋常增強的原因。這樣的研究成果受到國際關注，知名的國際期刊《Science》和日本NHK電視台帶領團隊來台3天做相關的專題報導，也進而讓人類能預防災害。林依依的研究成果目前也已經應用在颱風強度預報，對提升民眾安全有非常大的貢獻。
因應全球暖化導致熱帶氣旋強度的改變，林依依團隊率先提出未來颱風和全球暖化導致上下層海水暖化速度不同有關，並探討全球暖化與「聖嬰及反聖嬰現象」相互作用下可能造成的影響。
在2018年至2020年間，林依依領導國際專家團隊撰寫美國地科聯盟100週年紀念專書之熱帶氣旋-聖嬰/反聖嬰-全球暖化專章，此書在2021年也獲選為第26屆聯合國氣候變化大會(COP26)推薦書。
除了物理方面的海氣交互作用之研究，林依依也在大氣-海洋生物地球化學交互作用的研究上有相當的貢獻，運用多重衛星遙測來探討不同的大氣機制，例如:大氣氣膠及颱風是如何刺激海洋初級生產力以及固碳效應。

## 家庭
林依依出生於臺北，為家中老大，有三個兄弟姊妹，從小家中長輩便灌輸她教育的重要性，因為知識是偷不走的東西，父母也告誡她把書讀好才能經濟獨立以及做人需保有中心思想的觀念。
對兒子的教育理念注重的是邏輯思考，且教導兒子永保一個好奇探索的心。兒子Joshua對其的評價為像朋友一樣的角色，眼中的媽媽是感性的性情中人，同時也有科學家理性的一面。

## 軼事
在2022年獲頒教育部國家講座主持人獎，林依依於受訪時特別為「媽媽科學家」發聲，希望政府能夠營造友善的研究環境，以及發展針對女性研究員的照顧政策，倡導更體貼、尊重媽媽科學家的工作方式。
林依依曾經在參加兒子戶外教學時帶著筆電打論文，在育兒中找出瑣碎的空檔完成研究，因為深深體會過媽媽科學家所要面對的不易，現在林依依會選擇實驗室研究員不用接送小孩的時間開會，以及在實驗室準備小朋友玩具等用品，以便女性研究員帶著幼兒一同工作；更於臺大開設「共創雙贏──女科學家們的努力與展望」課程，讓學生們能夠了解目前科學家在在職場與母職中所可能遇到的困境。林依依相信，當有了良好的研究環境，媽媽科學家們能更安心工作，也能更投入於研究中。
本身是基督徒的林依依也引用聖經以賽亞書「但那等候耶和華的，必重新得力，他們必如鷹展翅上騰。」來勉勵所有媽媽科學家，永保心中的熱誠，更用自身的研究來比喻等孩子大了就會和超級颱風一樣忽然增強，所以要對自己有信心。